# Allemaal willen we de hemel
Allemaal willen we de hemel is een jeugdboek uit 2008 van Els Beerten.
Het verhaal wordt gesitueerd in een oorlogssituatie in de 20e eeuw en handelt over thema's als liefde, verdriet, dood en verraad.
Het werd naar het Duits vertaald en werd daar uitgebracht als Als gäbe es einen Himmel.

## Erkenning
- Gouden Uil Prijs van de Jonge Lezer (2009)
- De Gouden Lijst (2009)
- Nienke van Hichtum-prijs (2009)
- Boekenleeuw 2009
- Genomineerd voor de Deutschen Jugendliteraturpreis in de categorieën "Jugendbuch" en "Jugendjury"
- Lavki-prijs voor het Jeugdboek (2011)
- Prijs van de Vlaamse Gemeenschap voor Jeugdliteratuur (2012)